# Thor Robert Johanssen
Thor Robert Johanssen (16 settembre 1958) è un ex calciatore norvegese, di ruolo centrocampista.

## Carriera

### Club
Johanssen giocò con la maglia del Rosenborg dal 1976 al 1984, totalizzando 108 presenze e 11 reti (di cui 95 partite e 5 reti nella massima divisione).